# وولفگانگ زگوین
وولفگانگ زگوین (به آلمانی: Wolfgang Seguin) بازیکن فوتبال و هافبک اهل آلمان شرقی بود که از سال ۱۹۷۲ میلادی عضو تیم ملی فوتبال آلمان شرقی بوده‌است. وی در ۲۱ بازی ملی حضور داشته و در بازی‌های ملی‌اش گلی به ثمر نرساند. وولفگانگ زگوین آخرین بازی ملی خود را در سال ۱۹۷۵ میلادی انجام داد.